# Griffin (Indiana)
Pour les articles homonymes, voir Griffin.
Griffin est une municipalité américaine située dans le comté de Posey en Indiana. Lors du recensement de 2010, sa population est de 172 habitants. La municipalité s'étend sur 0,07 mille carré (0,18 km2).

## Histoire

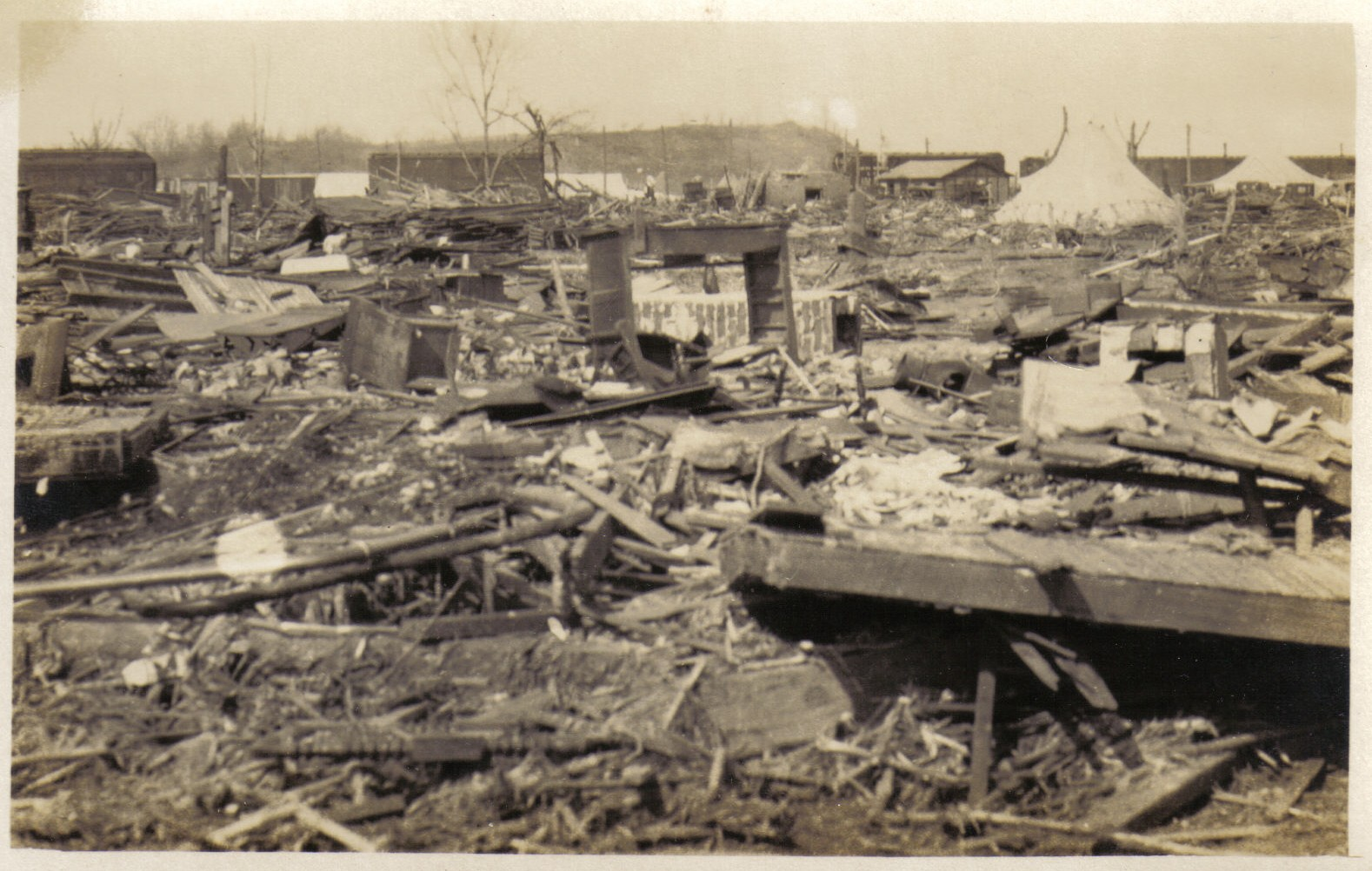
Griffin en 1925, après la tornade.

La localité est fondée en 1881 par William Price, qui la nomme Price's Station. Elle est par la suite renommée en l'honneur de Samuel Griffin, qui y ouvrit un bureau de poste la même année.
Le 18 mars 1925, la ville est détruite par la tornade des trois États qui anéantit environ 150 maisons, tue plusieurs dizaines de personnes et fait des centaines de blessés à Griffin même. Quelques jours plus tard, la région est inondée et Griffin ne devient accessible que par bateau. Le bourg est reconstruit dans les mois qui suivent,.
Griffin connaît un nouvel essor après la découverte de pétole dans la région en 1938.
En 1972 s'y déroule l'Erie Canal Soda Pop Festival, un festival de rock qui connaît un échec d'organisation retentissant.